# Osera de Ebro
Osera de Ebro là một đô thị ở tỉnh Zaragoza, Aragon, Tây Ban Nha. Theo điều tra dân số 2004 của Viện thống kê Tây Ban Nha (INE), đô thị này có dân số là 379 người. Diện tích đô thị này là 24 ki-lô-mét vuông. Đô thị này nằm ở độ cao 174 m trên mực nước biển.